# Bahamy na Letnich Igrzyskach Olimpijskich 2012
Bahamy na Letnich Igrzyskach Olimpijskich 2012, które odbyły się w Londynie, reprezentowało 21 zawodników. Zdobyli oni 1 medal olimpijski, koloru złotego, zajmując 50. miejsce w klasyfikacji medalowej.
Był to piętnasty start reprezentacji Bahamów na letnich igrzyskach olimpijskich.

## Zdobyte medale
| Medal | Zawodnik                                                  | Dyscyplina    | Konkurencja                 | Rezultat     | Data        |
| ----- | --------------------------------------------------------- | ------------- | --------------------------- | ------------ | ----------- |
| Złoto | Chris Brown Michael Mathieu Ramon Miller Demetrius Pinder | Lekkoatletyka | Sztafeta 4 x 400 m mężczyzn | 2:56.72 min. | 10 sierpnia |

## Reprezentanci

### Lekkoatletyka

#### Mężczyźni
Konkurencje biegowe
| Konkurencja                | Zawodnik                                                  | Runda 1  | Runda 1 | Runda 2  | Runda 2 | Półfinał | Półfinał | Finał    | Finał   |
| Konkurencja                | Zawodnik                                                  | Rezultat | Pozycja | Rezultat | Pozycja | Rezultat | Pozycja  | Rezultat | Pozycja |
| -------------------------- | --------------------------------------------------------- | -------- | ------- | -------- | ------- | -------- | -------- | -------- | ------- |
| Bieg na 100 m              | Derrick Atkins                                            |          |         | 10.22    | 2.      | 10.08    | 4.       | NQ       | NQ      |
| Bieg na 100 m              | Warren Fraser                                             |          |         | 10.27    | 4.      | NQ       | NQ       | NQ       | NQ      |
| Bieg na 200 m              | Trevorvano MacKey                                         | 21.28    | 7.      | —        | —       | NQ       | NQ       | NQ       | NQ      |
| Bieg na 200 m              | Michael Mathieu                                           | 20.62    | 3.      | —        | —       | DSQ      | DSQ      | NQ       | NQ      |
| Bieg na 400 m              | Chris Brown                                               | 45.40    | 1.      | —        | —       | 44.67    | 2.       | 44.79    | 4.      |
| Bieg na 400 m              | Ramon Miller                                              | 45.57    | 2.      | —        | —       | 45.11    | 4.       | NQ       | NQ      |
| Bieg na 400 m              | Demetrius Pinder                                          | 44.92    | 1.      | —        | —       | 44.94    | 2.       | 44.98    | 7.      |
| Bieg na 110 m przez płotki | Shamar Sands                                              | DSQ      | DSQ     | —        | —       | NQ       | NQ       | NQ       | NQ      |
| Sztafeta 4 x 400 m         | Chris Brown Michael Mathieu Ramon Miller Demetrius Pinder | 2:58.87  | 1.      | —        | —       | —        | —        | 2:56.72  | złoto   |

Konkurencje techniczne
| Konkurencja | Zawodnik      | Eliminacje | Eliminacje | Finał    | Finał   |
| Konkurencja | Zawodnik      | Rezultat   | Pozycja    | Rezultat | Pozycja |
| ----------- | ------------- | ---------- | ---------- | -------- | ------- |
| Skok wzwyż  | Trevor Barry  | 2.21       | =16.       | NQ       | NQ      |
| Skok wzwyż  | Donald Thomas | 2.16       | =30.       | NQ       | NQ      |
| Skok w dal  | Raymond Higgs | 7.76       | 21.        | NQ       | NQ      |
| Trójskok    | Leevan Sands  | 17.17      | 2.         | 17.19    | 5.      |

#### Kobiety
Konkurencje biegowe
| Konkurencja                | Zawodniczka                                                             | Runda 1  | Runda 1 | Runda 2  | Runda 2 | Półfinał | Półfinał | Finał    | Finał   |
| Konkurencja                | Zawodniczka                                                             | Rezultat | Pozycja | Rezultat | Pozycja | Rezultat | Pozycja  | Rezultat | Pozycja |
| -------------------------- | ----------------------------------------------------------------------- | -------- | ------- | -------- | ------- | -------- | -------- | -------- | ------- |
| Bieg na 100 m              | Sheniqua Ferguson                                                       |          |         | 11.35    | 3.      | 11.32    | 7.       | NQ       | NQ      |
| Bieg na 100 m              | Debbie Ferguson-McKenzie                                                |          |         | 11.32    | 5.      | NQ       | NQ       | NQ       | NQ      |
| Bieg na 200 m              | Debbie Ferguson-McKenzie                                                | 23.49    | 7.      | —        | —       | NQ       | NQ       | NQ       | NQ      |
| Bieg na 200 m              | Anthonique Strachan                                                     | 22.75    | 2.      | —        | —       | 22.82    | 5.       | NQ       | NQ      |
| Bieg na 400 m              | Shaunae Miller                                                          | DSQ      | DSQ     | —        | —       | NQ       | NQ       | NQ       | NQ      |
| Bieg na 100 m przez płotki | Ivanique Kemp                                                           | 13.51    | 3.      | —        | —       | 13.56    | 8.       | NQ       | NQ      |
| Sztafeta 4 x 100 m         | Christine Amertil Sheniqua Ferguson Anthonique Strachan Chandra Sturrup | 43.07    | 6.      | —        | —       | —        | —        | NQ       | NQ      |

Konkurencje techniczne
| Konkurencja | Zawodniczka   | Eliminacje | Eliminacje | Finał    | Finał   |
| Konkurencja | Zawodniczka   | Rezultat   | Pozycja    | Rezultat | Pozycja |
| ----------- | ------------- | ---------- | ---------- | -------- | ------- |
| Skok w dal  | Bianca Stuart | 6.32       | 18.        | NQ       | NQ      |

### Pływanie
Kobiety
| Zawodniczka                | Konkurencja        | Eliminacje | Eliminacje | Półfinał | Półfinał | Finał | Finał   |
| Zawodniczka                | Konkurencja        | Czas       | Miejsce    | Czas     | Miejsce  | Czas  | Miejsce |
| -------------------------- | ------------------ | ---------- | ---------- | -------- | -------- | ----- | ------- |
| Arianna Vanderpool-Wallace | 50 m st. dowolnym  | 24.85      | 7.         | 24.64    | 6.       | 24.69 | 8.      |
| Arianna Vanderpool-Wallace | 100 m st. dowolnym | 53.73      | 6.         | 54.12    | 10.      | NQ    | NQ      |